# Supercard of Honor VIII
Supercard of Honor VIII est un pay-per-view de catch produit par la Ring of Honor (ROH), qui est disponible uniquement en ligne. Le PPV s'est déroulé le 4 avril 2014 au John A. Alario Sr. Event Center à Westwego, dans la banlieue de La Nouvelle-Orléans, en Louisiane,. C'était la 8e édition de Supercard of Honor de l'histoire de la ROH.

## Contexte

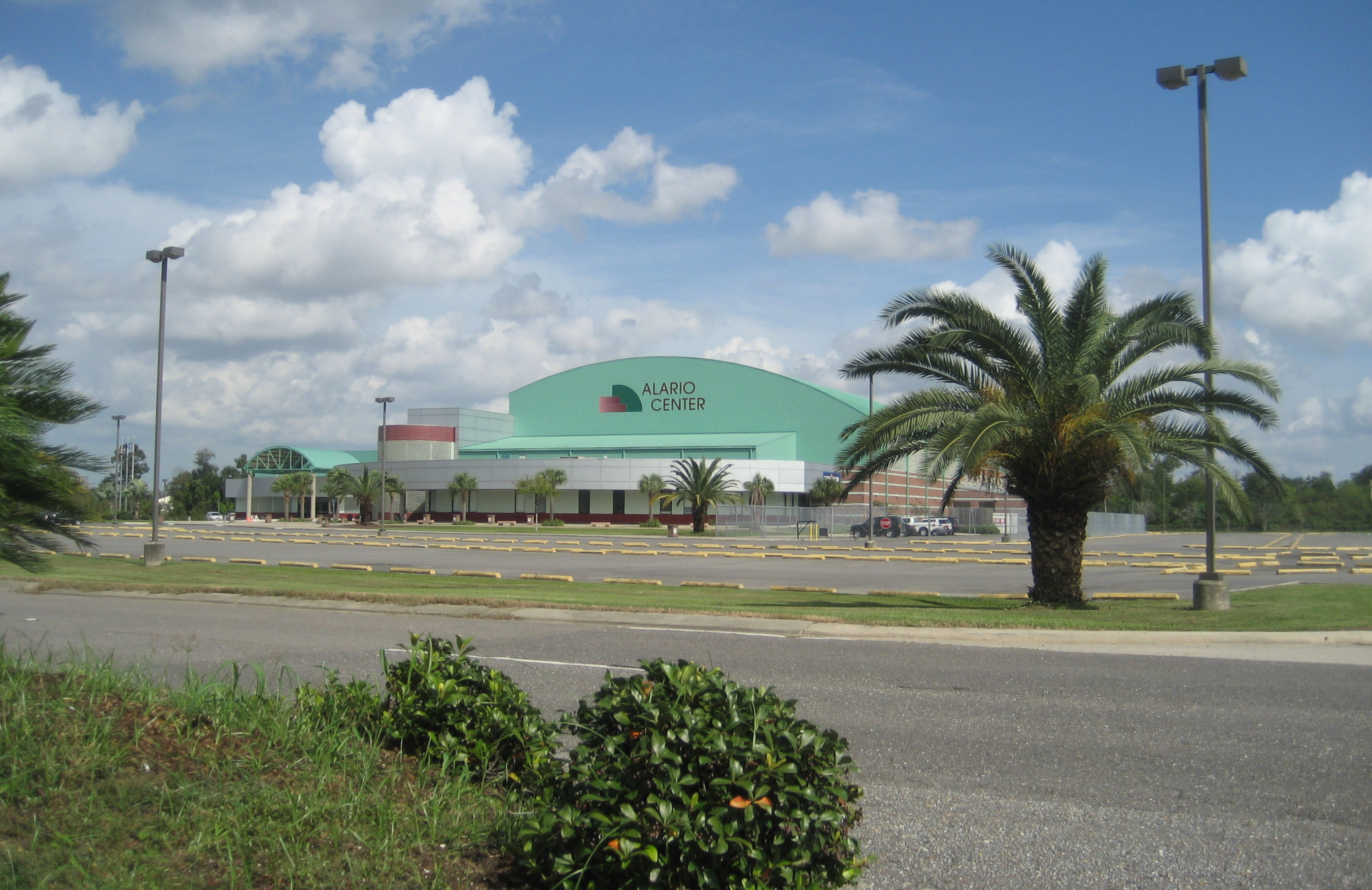
Supercard of Honor VIII aura lieu à l'Alario Center.

Les spectacles de la Ring of Honor en paiement à la séance sont constitués de matchs aux résultats prédéterminés par les scénaristes de la ROH. Ces rencontres sont justifiées par des storylines - une rivalité avec un catcheur, la plupart du temps - ou par des qualifications survenues au cours de shows précédant l'évènement. Tous les catcheurs possèdent un gimmick, c'est-à-dire qu'ils incarnent un personnage face (gentil) ou heel (méchant), qui évolue au fil des rencontres. Un pay-per-view comme Supercard of Honor est donc un événement tournant pour les différentes storylines en cours.

### Jay Briscoe vs. Adam Cole

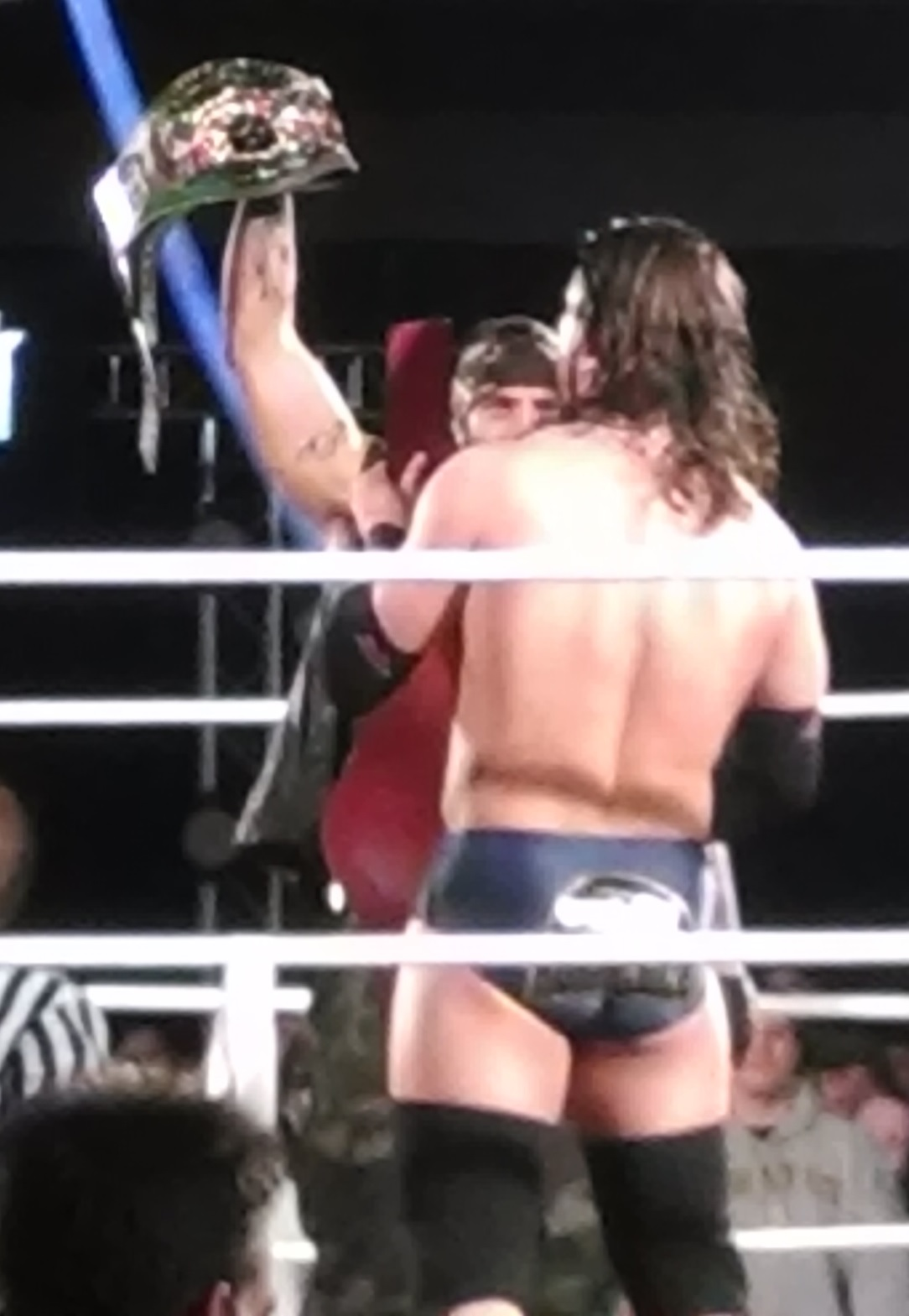
Jay Briscoe soulevant son Real World Championship devant Adam Cole.

À cause d'une blessure, Jay Briscoe fut contraint de laisser vacant son ROH World Championship. Un tournoi comportant 16 catcheurs fut organisé pour couronner un nouveau champion. Lors de Death Before Dishonor XI, Adam Cole bat en finale du tournoi Michael Elgin et devient le nouveau ROH World Champion. Cependant, Jay Briscoe effectua ensuite son retour mais revendiqua de n'avoir jamais perdu le titre dans un match. Il créa alors sa propre ceinture lors de Glory by Honor XII et s'autoproclame le Real World Champion. Lors de Final Battle (2013), Cole bat Briscoe et conserve le titre mondial dans un Three Way match, match qui comprenait également Michael Elgin. Le 8 février, Cole perd face à Jay Briscoe pour le ROH Real World Championship. Lors de 12th Anniversary Show, Jay Briscoe bat Mike Bennett et conserve son ROH Real World Championship alors que Adam Cole bat Chris Hero pour demeurer le champion de la ROH. Le lendemain, le match entre les deux lutteurs fut annoncé afin de déterminer qui est le vrai champion et la stipulation de ce match sera un Ladder War V match[réf. nécessaire]. Le vainqueur de ce match devra défendre son titre face à Kevin Steen lors de Global Wars (2014). Le 22 mars, lors de Flying High, le champion Adam Cole fait équipe avec Michael Bennett et perdent face aux Briscoe Brothers.

### Kevin Steen vs. Michael Elgin
Lors de Raising the Bar - Night 1, le 7 mars, Kevin Steen fait équipe avec The Briscoe Brothers et battent Michael Elgin et The Young Bucks. La Ring of Honor annonce ensuite un match entre Steen et Elgin où le vainqueur de ce match aura une occasion de remporter le IWGP Heavyweight Championship lors de War of Worlds 2014 le 17 mai.

## Résultats
| #                                                                | Matchs, | Stipulation                                                                                 | Durée |
| ---------------------------------------------------------------- | --- | ------------------------------------------------------------------------------------------- | ----- |
| Dark                                                             | Luke Hawx bat Mike Posey, The Romantic Touch et Corey Hollis                                                          | Four Corner Survival match                                                                  |       |
| 1                                                                | Roderick Strong (avec B.J. Whitmer, Jimmy Jacobs & Adam Page) bat Cedric Alexander                                    | Match simple                                                                                | 10:27 |
| 2                                                                | The Decade (B.J. Whitmer, Jimmy Jacobs & Adam Page) battent Adrenaline RUSH (ACH & Tadarius Thomas) & Andrew Everett  | Six Man Tag Team match                                                                      | 10:15 |
| 3                                                                | R.D. Evans (avec Veda Scott) bat Silas Young par disqualifiction                                                      | Match simple                                                                                | 11:04 |
| 4                                                                | Mike Bennett (avec Maria Kanellis) bat Mark Briscoe                                                                   | No Disqualification match                                                                   | 10:58 |
| 5                                                                | reDRagon (Kyle O'Reilly & Bobby Fish) battent Forever Hooligans (Alex Koslov & Rocky Romero) et Hanson & Raymond Rowe | Three-Way Tag Team match pour être challenger n°1 pour le ROH World Tag Team Championship   | 13:48 |
| 6                                                                | Jay Lethal bat Tommaso Ciampa (c)                                                                                     | 2 out of 3 Falls match pour le ROH World Television Championship                            | 16:11 |
| 7                                                                | Michael Elgin bat Kevin Steen                                                                                         | Match simple pour être challenger n°1 pour le IWGP Heavyweight Championship                 | 19:48 |
| 8                                                                | Adam Cole (c) bat Jay Briscoe (c)                                                                                     | Ladder War V match pour unifier le ROH World Championship et le ROH Real World Championship | 27:47 |
| (c) désigne le(s) champion(s) défendant son titre dans le match. | |                                                                                             |       |